# Dr. Octagonecologyst
Dr. Octagonecologyst è l'album in studio solista d'esordio del rapper statunitense Kool Keith, che pubblica il prodotto sotto lo pseudonimo di Dr. Octagon. L'album esce il 7 maggio 1996, distribuito inizialmente da Bulk Recordings e Mo Wax (nel Regno Unito, in Europa e in Thailandia). Nel 1997 la DreamWorks Records acquista i diritti del disco e lo commercializza nuovamente nel mercato statunitense e in quello nipponico. Nel 2001 il disco è nuovamente pubblicato da 75 Ark (sussidiaria della Tommy Boy Records) e negli anni duemiladieci anche da Geffen Records e Universal Music.
Dr. Octagonecologyst introduce il personaggio del Dr. Octagon un ginecologo e chirurgo omicida, extraterrestre e viaggiatore nel tempo. I suoni distintivi del disco attraversano diversi generi musicali quali musica psichedelica, old school, trip hop, musica elettronica e horrocore. I testi del rapper sono spesso astratti, assurdi e avanguardisti, utilizzando surrealismo, non-sequitur, psichedelia allucinatoria e immagini fantascientifiche e horror, oltre a umorismo assurdo/surrealistico, giovanile e sessuale. I testi e i suoni unici dell'album hanno contribuito a rivitalizzare l'alternative hip hop e underground, guadagnando maggior attenzione rispetto a qualsiasi altro album indipendente contemporaneo «per diverso tempo».
Sebbene non abbia venduto abbastanza copie per entrare nelle classifiche mainstream, l'album ha ottenuto recensioni generalmente positive e diversi riconoscimenti. I testi di Kool Keith e la produzione di Nakamura hanno ottenuto un plauso universale, come per lo scratching innovativo di DJ Qbert. Dr. Octagonecologyst è inserito in molte classifiche come uno dei migliori album hip hop degli anni novanta. Il personaggio del Dr. Octagon è apparso in diversi lavori successivi dell'artista, tra cui First Come, First Served (1999) e Dr. Dooom 2 (2008), entrambi i quali contengono tracce in cui Octagon è assassinato da Dr. Dooom.
| Recensione                    | Giudizio |
| ----------------------------- | -------- |
| AllMusic                      | [ 1 ]    |
| Encyclopedia of Popular Music | [ 3 ]    |
| Rolling Stone                 | [ 4 ]    |
| Pitchfork                     | [ 5 ]    |
| Mojo                          | [ 6 ]    |
| Entertainment Weekly          | C        |
| Muzik                         | [ 8 ]    |
| NME                           | [ 9 ]    |
| The Rolling Stone Album Guide | [ 10 ]   |
| Spin                          | [ 11 ]   |

## Tracce
Edizione della Bulk Recordings/Mo' Wax
1. Intro – 1:16 (testo: Nakamura – musica: Dan the Automator)
2. 3000 – 3:20 (testo: Thornton, Nakamura – musica: Dan the Automator)
3. I Got to Tell You – 0:48 (testo: Thornton, Nakamura – musica: Dan the Automator)
4. Earth People – 4:58 (testo: Thornton, Nakamura – musica: Dan the Automator)
5. No Awareness (featuring Sir Menelik) – 4:25 (testo: Thornton, Nakamura, Collington – musica: Dan the Automator)
6. Technical Difficulties – 2:57 (testo: Thornton, Matlin – musica: KutMasta Kurt)
7. General Hospital – 0:26 (testo: Nakamura – musica: Dan the Automator)
8. Blue Flowers – 3:17 (testo: Thornton, Nakamura – musica: Dan the Automator)
9. A Visit to the Gynecologyst – 2:20 (testo: Nakamura – musica: Dan the Automator)
10. Bear Witness – 3:00 (testo: Thornton, Nakamura – musica: Dan the Automator)
11. Dr. Octagon (featuring Sir Menelik) – 4:37 (testo: Thornton, Matlin, Collington – musica: KutMasta Kurt)
12. Girl Let Me Touch You – 3:40 (testo: Thornton, Nakamura – musica: Dan the Automator)
13. I'm Destructive – 3:25 (testo: Thornton, Nakamura – musica: Dan the Automator)
14. Wild and Crazy – 4:27 (testo: Thornton, Nakamura – musica: Dan the Automator)
15. Elective Surgery – 0:52 (testo: Thornton, Nakamura – musica: Dan the Automator)
16. On Production (featuring Sir Menelik) – 2:45 (testo: Thornton, Nakamura, Collington – musica: Dan the Automator)
17. Biology 101 (featuring Sir Menelik) – 5:01 (testo: Thornton, Nakamura, Collington – musica: Dan the Automator)
18. Earth People (Earth Planet Mix) – 4:42 (testo: Thornton, Nakamura – musica: Dan the Automator)
19. Waiting List (DJ Shadow/Automator Mix)
(Contiene la traccia nascosta halfsharkalligatorhalfman) – 11:35 (testo: Thornton, Nakamura – musica: Dan the Automator)

Durata totale: 67:51
edizione della DreamWorks Records
1. Intro – 1:16 (testo: Nakamura – musica: Dan the Automator)
2. 3000 – 3:20 (testo: Thornton, Nakamura – musica: Dan the Automator)
3. I Got to Tell You – 0:48 (testo: Thornton, Nakamura – musica: Dan the Automator)
4. Earth People – 4:58 (testo: Thornton, Nakamura – musica: Dan the Automator)
5. No Awareness (featuring Sir Menelik) – 4:25 (testo: Thornton, Nakamura, Collington – musica: Dan the Automator)
6. Real Raw – 5:35 (testo: Thornton, Nakamura – musica: Dan the Automator)
7. General Hospital – 0:26 (testo: Nakamura – musica: Dan the Automator)
8. Blue Flowers – 3:17 (testo: Thornton, Nakamura – musica: Dan the Automator)
9. Technical Difficulties – 2:57 (testo: Thornton, Matlin – musica: KutMasta Kurt)
10. A Visit to the Gynecologyst – 2:20 (testo: Nakamura – musica: Dan the Automator)
11. Bear Witness – 3:00 (testo: Thornton, Nakamura – musica: Dan the Automator)
12. Dr. Octagon (featuring Sir Menelik) – 4:37 (testo: Thornton, Matlin, Collington – musica: KutMasta Kurt)
13. Girl Let Me Touch You – 3:40 (testo: Thornton, Nakamura – musica: Dan the Automator)
14. I'm Destructive – 3:25 (testo: Thornton, Nakamura – musica: Dan the Automator)
15. Wild and Crazy – 4:27 (testo: Thornton, Nakamura – musica: Dan the Automator)
16. Elective Surgery – 0:52 (testo: Thornton, Nakamura – musica: Dan the Automator)
17. halfsharkalligatorhalfman – 4:29 (testo: Thornton, Nakamura – musica: Dan the Automator)
18. Blue Flowers Revisited – 4:15 (testo: Thornton, Nakamura – musica: Dan the Automator)
19. Waiting List (DJ Shadow/Automator Mix) – 5:09 (testo: Thornton, Nakamura – musica: Dan the Automator)
20. 1977 – 2:24 (testo: Thornton, Nakamura – musica: Dan the Automator)

Durata totale: 65:40